# Gallotiinae
Die Gallotiinae sind eine auf den Kanarischen Inseln, der Iberischen Halbinsel und den drei nordafrikanischen Staaten Tunesien, Algerien und Marokko heimische Unterfamilie der Echten Eidechsen (Lacertidae).

## Merkmale
Die Gallotiinae gleichen generell den Arten der zweiten Unterfamilie der Echten Eidechsen, den Lacertinae. Auffallend sind die fast ausgestorbenen und erst in jüngster Zeit wiederentdeckten Arten der Kanareninseln Gran Canaria, Teneriffa, La Gomera und El Hierro, die einen halben Meter oder sogar 75 cm (El Hierro) lang werden können (Inselgigantismus). Die Gallotiinae unterscheiden sich vor allem durch ihre Fähigkeit Laute auszustoßen und durch ein Feld von weichen Stacheln an der Teilungsstelle der beiden sonst nicht mit Dornen oder Haken versehenen Hemipenis von den Lacertinae.

## Gattungen und Arten
Es gibt 14 rezente Arten in zwei Gattungen, Gallotia von den kanarischen Inseln und Psammodromus von der Iberischen Halbinsel und Nordwestafrika.

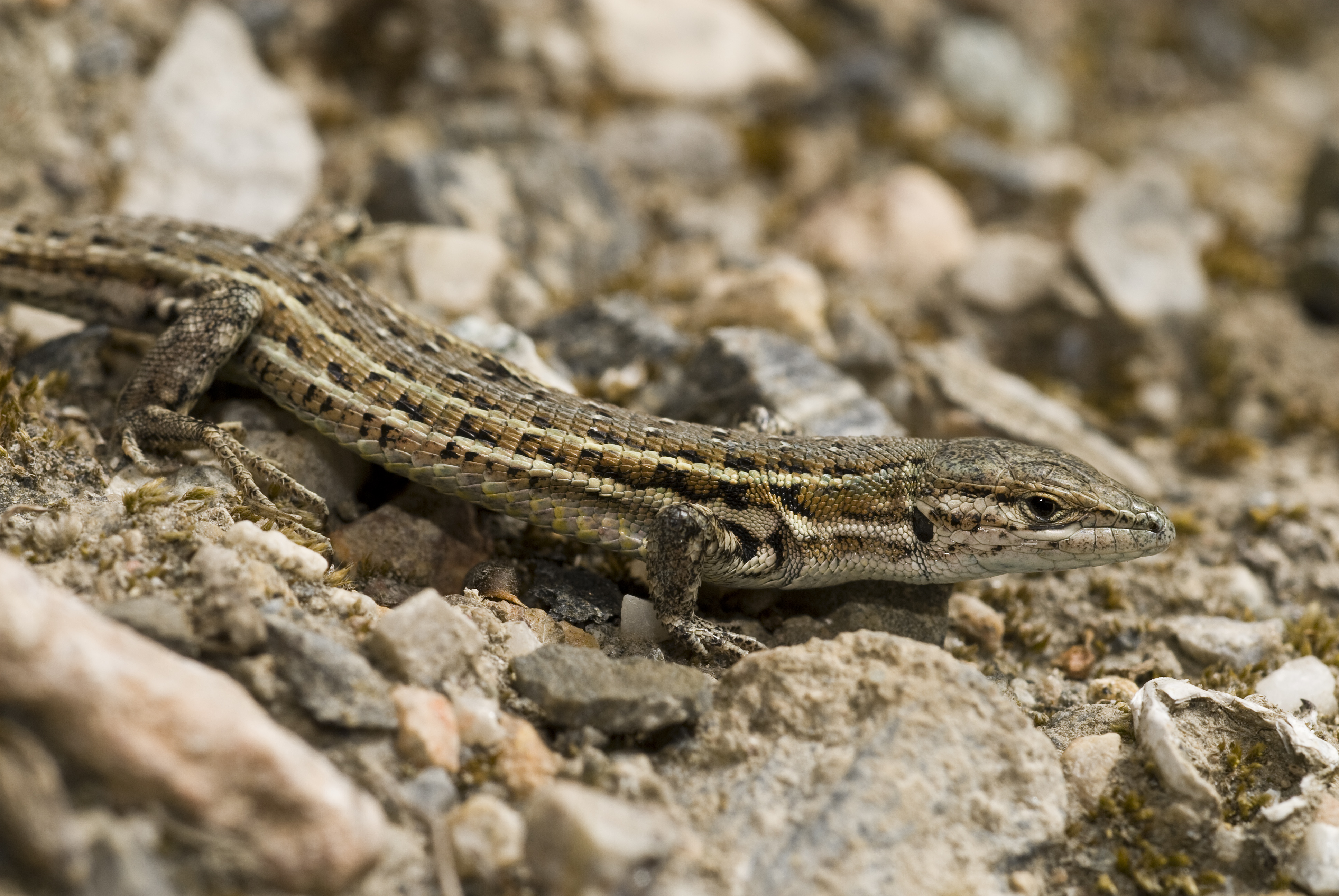
Spanischer Sandläufer (Psammodromus hispanicus)

- Kanareneidechsen (Gallotia Boulenger, 1916)
  - Ostkanareneidechse (Gallotia atlantica)
  - La-Palma-Rieseneidechse (Gallotia auaritae)
  - La-Gomera-Rieseneidechse (Gallotia bravoana)
  - Kleine Kanareneidechse (Gallotia caesaris)
  - Kanareneidechse (Gallotia galloti)
  - Teneriffa-Rieseneidechse (Gallotia intermedia)
  - El-Hierro-Rieseneidechse (Gallotia simonyi)
  - Gran-Canaria-Rieseneidechse (Gallotia stehlini)
- Sandläufer (Psammodromus Fitzinger, 1826)
  - Algerischer Sandläufer (P. algirus)
  - Psammodromus blanci
  - Ostiberischer Sandläufer (P. edwarsianus)
  - Spanischer Sandläufer (P. hispanicus)
  - Psammodromus microdactylus
  - Westiberischer Sandläufer (P. occidentalis)

Weiters sind einige fossile Taxa beschrieben, beispielsweise Janosikia ulmensis aus dem unteren Miozän Deutschlands und Pseudeumeces cadurcensis aus dem Oligozän.